# La cena
La cena è un film del 1998 diretto da Ettore Scola.

## Trama
All'interno del ristorante "Arturo al Portico" gestito da Flora, si svolgono varie storie, dialoghi ed avventure dei clienti e del personale nelle cucine, dei quali emergono i disagi, le vite e le storie. Fra le principali vicende trattate vi è quella di Isabella con la figlia Sabrina, che con difficoltà confida alla mamma l'intenzione di fare il noviziato in convento; il complicato e divertente amore fra un professore di filosofia sposato ed una studentessa; la conversazione tenuta da due attori sul nuovo spettacolo teatrale che interpreteranno; una coppia che parla del futuro della loro relazione (la ragazza è incinta), mentre una donna seducente siede alla tavola accanto. Tutto questo tra gli intermezzi dei discorsi dello chef, un comunista deluso dalla politica, la gelosia di Diomede dovuta ai vezzi di Uliano a Flora e la saggezza del Maestro Pezzullo.